# 富魯

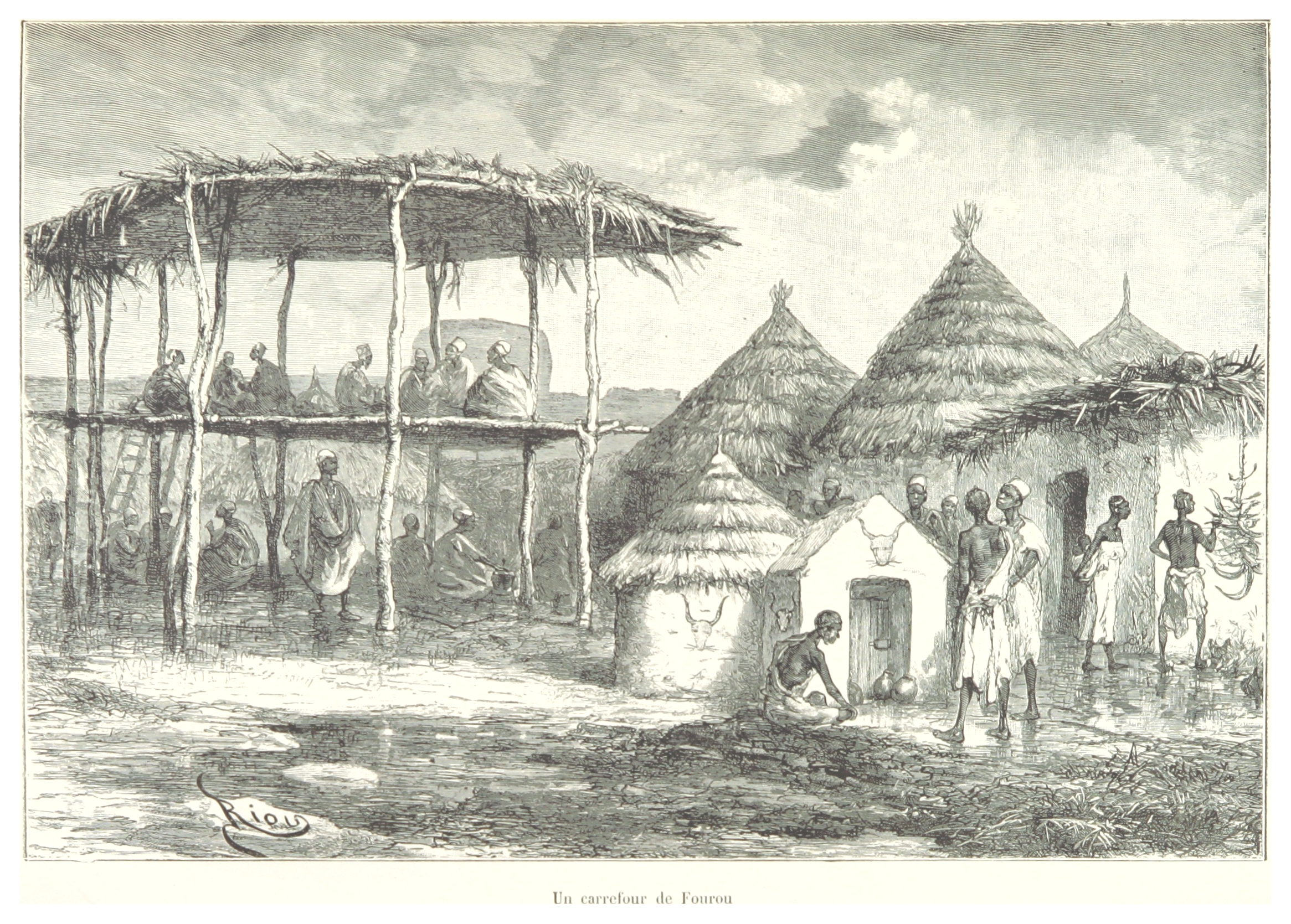
1892年的富魯

富魯（法語：Fourou），是馬里的城鎮，位於該國南部，由錫卡索區的卡迪奧羅省負責管轄，處於卡焦洛西北面47公里，面積1,334平方公里，2009年人口40,826，人口密度每平方公里31人。